# Операция «Литани»
Операция «Лита́ни» (ивр. מבצע ליטני‎) — военная операция, проведённая Армией обороны Израиля на территории Ливана с 14 марта по 21 марта 1978 года в ответ на бойню на Прибрежном шоссе.
В израильских источниках рассматривается как «антитеррористическая», в советских источниках рассматривалась как общевойсковая.
Эта операция привела к созданию Временных сил ООН в Ливане ЮНИФИЛ и их размещению в Южном Ливане, вдоль границы с Израилем.

## Предыстория

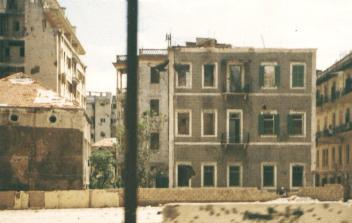
Бейрут в 1978 году

После окончания Шестидневной войны 1967 года количество палестинцев в Ливане значительно увеличилось. Начиная с 1968 года, в среде палестинских беженцев на территории Ливана начали функционировать первые организации «палестинского движения сопротивления», активисты которых начали создание военизированных формирований. В дальнейшем, количество палестинцев на территории Ливана ещё более увеличилось после событий «Чёрного сентября» и изгнания ООП из Иордании в 1970 году (если в 1967 году их было 170 тыс., то к 1971 году стало более 300 тыс., а в 1973 году — до 400 тыс.).
Деятельность палестинских общественно-политических организаций и военизированных формирований на территории Ливана осуществлялась на законном основании, в соответствии с межправительственными соглашениями (Каирским соглашением 1969 года и Мелькартскими соглашениями 1973 года).
К середине 1970-х годов, в условиях дестабилизации обстановки и начала гражданской войны в Ливане, его южная часть между рекой Литани и северной границей Израиля оказалась «под безраздельным контролем ООП», её также называли «Фатхленд». В результате, эта территория Ливана превратилась в «главную оперативную базу террористической деятельности против Израиля и мирового еврейства (равно как и в оперативную и учебную базу мирового террора)».
Израильский генерал Р. Эйтан приводит данные о том, что несмотря на предпринятые меры по укреплению северной границы (организацию поисковых операций и засад в приграничной полосе, установку здесь электронной системы тревожной сигнализации, укрепление приграничных поселений и вооружение местных жителей), палестинские террористы сумели совершить ряд терактов (в частности, в городах Кирьят-Шмона, Нагария, кибуце Рош-ха-Никра, посёлках Шамир и Кфар-Йовель). Отдельные теракты имели особенно серьёзные последствия (см. в частности, «Резня в Маалот» в мае 1974 года, в результате которой были убиты 29 израильтян, из них, 22 — школьники).

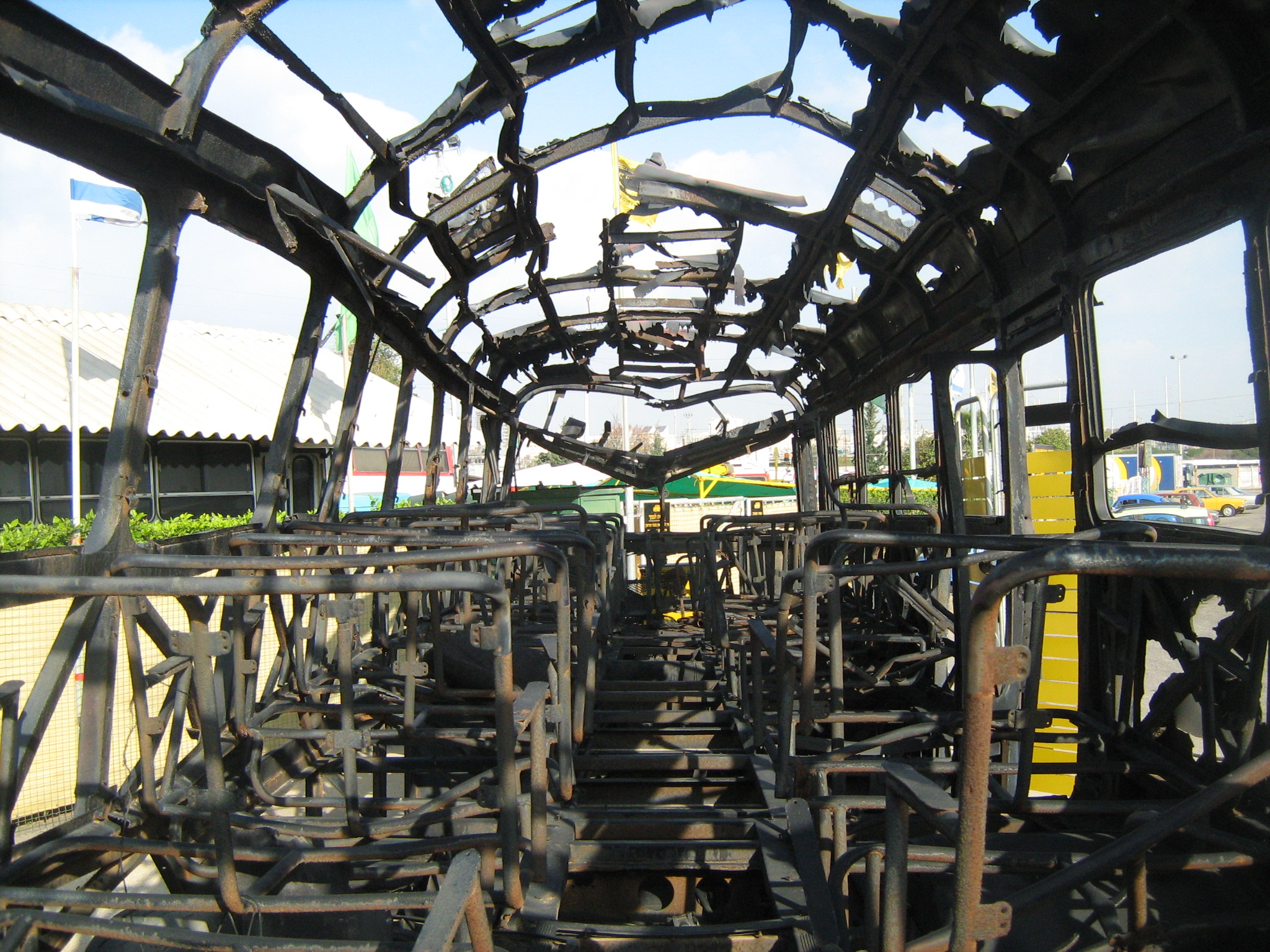
Обгоревший остов израильского автобуса, атакованного террористами в ходе бойни на Приморском шоссе (1978).

Позднее начались также обстрелы территории Израиля с территории Ливана. В ответ, израильтяне наносили артиллерийские удары по объектам на территории Ливана, совершали рейды. В этот период имели место несколько боевых столкновений израильтян с подразделениями ливанской армии. По данным советских источников, «только с января по август 1973 года Израилем было совершено более 100 вооружённых провокаций против Ливана». При этом, в ходе терактов и обстрелов за 5 лет до операции были убиты 108 израильских граждан, а террористы проходили военную подготовку в странах советского блока, им поставлялось как трофейное, так и советское оружие. Решения об этом принимались на высшем уровне.
Непосредственным поводом к началу операции «Литани» стал теракт 11 марта 1978 года на Прибрежном шоссе, в ходе которого группа палестинских террористов, высадившись с моря в районе города Зихрон-Яакова, захватила пассажирские автобусы и направилась в сторону Тель-Авива. В ходе захвата заложников, последующего преследования и штурма автобуса были убиты 39 израильтян, в том числе 13 детей, более 70 — были ранены.

## Израильское вторжение в Ливан
В ответ на теракт, Армия обороны Израиля 14 марта 1978 года начала военную операцию «Литани». Целью операции декларировалось обеспечение безопасности северных территорий Израиля, вытеснение ООП и иных палестинских вооружённых формирований от границы с Израилем, а также укрепление позиций союзных Израилю «сил свободного Ливана», в связи с нападениями на ливанских христиан и евреев в ходе гражданской войны в Ливане.
В ночь перед началом операции израильские ВВС совершили несколько разведывательных вылетов над южным Ливаном. В час ночи 15 марта израильская артиллерия открыла огонь по объектам на территории Ливана на участке ливано-израильской границы (от селения Рашайя аль-Фуххар на востоке до деревни Ан-Накура на западе), несколько позднее авиаудары по территории Ливана начали наносить самолёты военно-воздушных сил Израиля. В два часа ночи началась наземная операция: ливано-израильскую границу пересекли две механизированные колонны ЦАХАЛ, а между городами Тир и Сайда были высажены морские десанты.
В первый день операции самолёты ВВС Израиля нанесли ракетно-бомбовые удары по городам Дамур и Сайда, обстрелу с моря подверглись лагеря палестинских беженцев в окрестностях города Тир.
16 марта 1978 года наземные части ЦАХАЛ вели боевые действия по овладению селениями Бинт-Джбейль, Аркуба и Аттейбе, артиллерия и ВВС Израиля нанесли удары по городу Тир, селениям Араб-Салим, Арнун и Хардали.
В дальнейшем, части ЦАХАЛ (общей численностью около 25 тыс. военнослужащих) заняли всю южную часть Ливана вплоть до реки Литани (на расстоянии более чем 30 км от израильской границы), не вступая, однако, в город Тир.
20 марта 1978 года израильтяне захватили мост через реку Литани, имеющий важное стратегическое значение; перерезали автомагистраль Тир — Сайда и после артиллерийского обстрела, предприняли наступление на город Тир. Одновременно артиллерия ЦАХАЛ нанесла массированные удары по городу Набатия и его окрестностям. Именно здесь ВВС Израиля впервые применили шариковые авиабомбы производства США.
21 марта 1978 года, после достижения целей операции министр обороны Израиля Э. Вейцман объявил о завершении операции и отдал приказ о выводе войск. Такое решение имело не только военные, но и политические причины:
- президент Египта Анвар Садат напрямую увязал продолжение мирных переговоров (в которых был заинтересован Израиль) с выводом израильских войск из Ливана[1].
- немедленного вывода войск Израиля из Ливана требовали СБ ООН, СССР и другие страны, включая США.

22 марта 1978 года началось размещение на территорию Ливана войск миротворческого контингента ООН (UNIFIL) в количестве 4 тыс. военнослужащих, целью которых было контролировать полный вывод израильских войск, восстановить суверенитет и обеспечить безопасность в южном Ливане.
В период с 11 по 14 апреля 1978 года, под давлением ООН и международных организаций Израиль осуществил частичный вывод войск со 110 км² из 1400 км² занятой территории южного Ливана.
После того, как Израиль отказал в просьбе христианского населения Ливана о постоянном присутствии израильских войск в приграничных районах, были созданы христианские «силы свободного Ливана» (АЮЛ) под командованием майора ливанской армии Саада Хаддада. В июне 1978 года Израиль передал им под контроль приграничные районы и вывел свои войска из Ливана.
В дальнейшем, до 1982 года боевые действия против палестинских сил и шиитов в южном Ливане вели силы АЮЛ, однако Израиль обеспечивал снабжение АЮЛ вооружением и техникой, а артиллерия и ВВС ЦАХАЛ неоднократно наносили удары по объектам на территории Ливана. Так, уже 30 марта 1978 года израильская артиллерия нанесла удары по объектам в окрестностях города Набатия и селениям Кфар-Тибнит и Калаат-Арнун.
Позднее, правительство Израиля сделало заявление, что река Литани является «красной линией», которую «не имеют права пересечь» межарабские силы безопасности.

## Потери сторон
По израильским данным, в ходе операции «Литани» погибли 20 солдат ЦАХАЛ и «были уничтожены более 250 террористов и сотни попали в плен». В других источниках содержатся сведения, что в ходе операции было уничтожено более 300 палестинских террористов. По оценке палестинцев, израильские потери составили 600—700 человек убитыми и ранеными, около 100 уничтоженных и повреждённых единиц бронетехники и автомашин, 1 катер и 5 самолётов.
Общие потери с ливанской стороны оценивают в пределах от 1100 до 2000 человек убитыми. При этом, как отмечает Роберт Фиск, значительное количество погибших с ливанской стороны составляли мирные жители.
Согласно официальному заявлению правительства Ливана, в ходе операции беженцами стали 265 тысяч жителей южного Ливана (200 тыс. ливанцев и 65 тыс. палестинцев), около 60 тыс. из которых перебрались в район Шуф, до 50 тыс. — в окрестности Бейрута, а 15 тыс. — в окрестности Сайды, остальные возвратились в свои селения после окончания боевых действий.
Вторжение и последовавшие боевые действия принесли значительный ущерб экономике Ливана. Только убытки от потери урожая табака и цитрусовых составили около 30 млн долларов. Израильтянами было полностью разрушено более десяти ливанских деревень, вырублены плодовые сады у дорог и в окрестностях блок-постов.
В результате проведения операции заметно снизилось количество терактов палестинских боевиков на территории Израиля. Однако и в дальнейшем, несмотря на действия «Армии южного Ливана», ливано-израильская граница оставалась неспокойной. Так, 9 мая 1979 года в ходе преследования проникших на территорию Израиля боевиков на территории южного Ливана участвовали около 400 солдат ЦАХАЛ при поддержке бронетехники и танков.

## Международная реакция и последствия
17 марта 1978 года СССР решительно осудил вооружённое вторжение в Ливан и потребовал вывода израильских войск с территории страны. Парламентская группа СССР квалифицировала действия Израиля как акт агрессии.

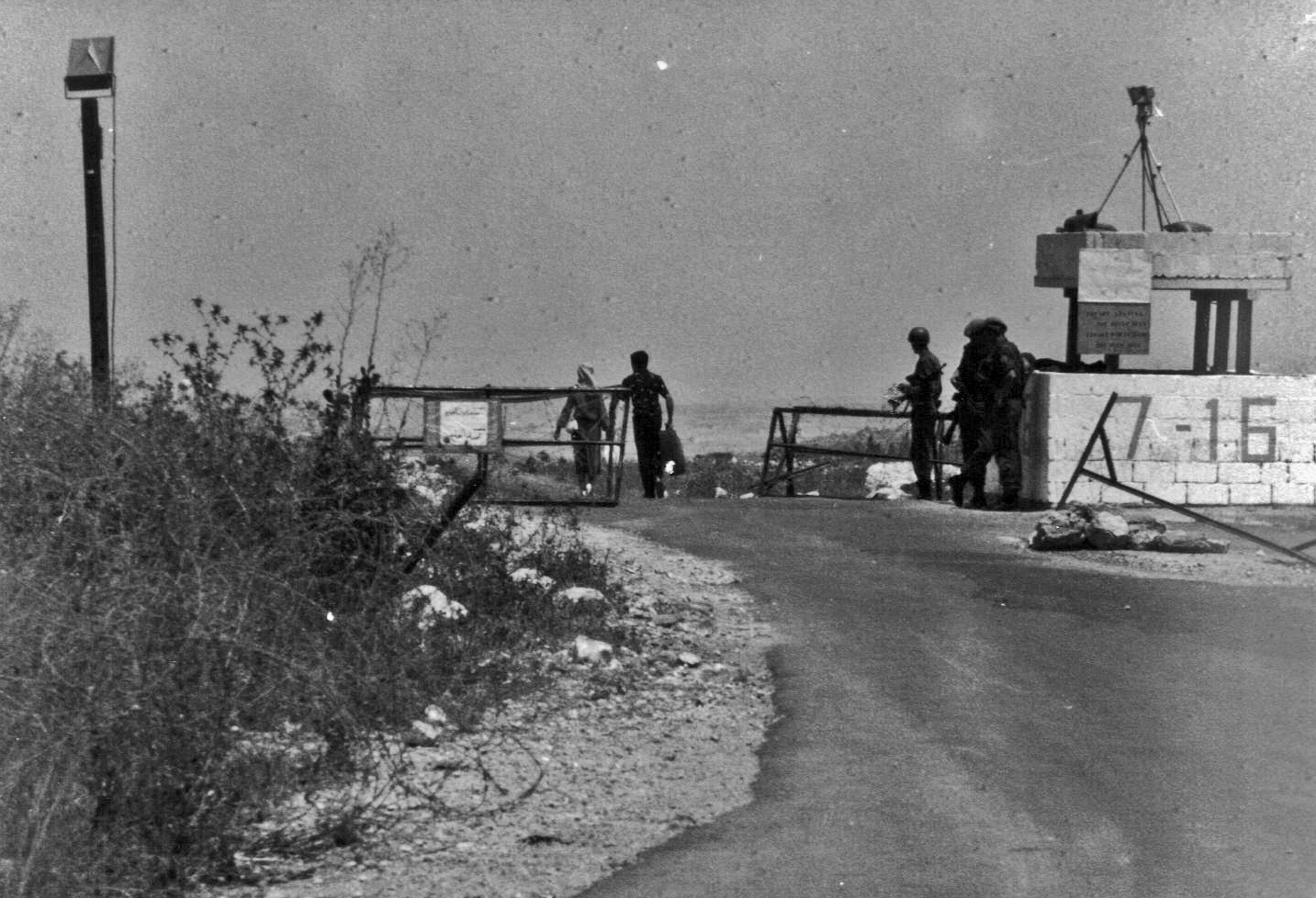
Силы UNIFIL в Ливане, 1981 год

Совет Безопасности ООН осудил военную акцию Израиля и призвал его немедленно вывести свои войска с территории суверенного государства.
19 марта 1978 года СБ ООН были приняты резолюции 425 и 426 о создании Временных сил ООН в Ливане (UNIFIL), имевшие задачей контролировать вывод израильских войск, способствовать восстановлению мира и возвращению контроля ливанскому правительству над южной частью страны. Вплоть до 1998 года Израиль не признавал резолюцию № 425 Совета Безопасности ООН.
Значительный общественный резонанс вызвали расстрелы жителей южного Ливана, совершённые в ходе проведения операции военнослужащими ЦАХАЛ, в которых участвовали лейтенант израильской армии Пинто, командир сапёрного батальона Садэ и несколько солдат из батальона «Нахал». За расстрел жителей деревни Хиям израильский суд приговорил Пинто к 12 годам тюремного заключения, однако по кассации срок был уменьшен до 8 лет, а после вмешательства генерала Р. Эйтана — до трёх лет тюремного заключения; Садэ был приговорён к одному году лишения свободы, а солдаты бригады «Нахал» — признаны невиновными.
После вывода израильских войск, боевые действия в южном Ливане продолжались между АЮЛ, палестинскими и ливанскими группировками. В этот период были также совершены несколько нападений на миротворцев: в частности, солдаты АЮЛ несколько раз обстреливали силы UNIFIL, а палестинские боевики похитили одного ирландского солдата.
Летом 1982 года Израиль осуществил масштабное вторжение в Ливан, известное как Ливанская война. Область южного Ливана вплоть до реки Литани оставалась под израильской оккупацией с 1982 года по 2000 год. В 2000 году в качестве одностороннего шага Израиль вывел все свои войска с территории Ливана (при этом мирный договор между Ливаном и Израилем заключён не был).
ООН признала, что в 2000 году Израиль в полном объёме выполнил принятые в 1978 году требования резолюций Советом Безопасности ООН 425 и 426.